# Luigi Ferro
Luigi Ferro (fl. XX secolo) è stato un calciatore italiano, di ruolo centrocampista.
Alcune fonti lo riportano con il nome Aldo.

## Carriera
Inizia la sua carriera nel Molassana, ottenendo il titolo di campione ligure la Terza Divisione 1923-1924 e la promozione in Seconda Divisione 1924-1925.
Nel 1925 passa alla Pro San Gottardo che lascia la stagione seguente per trasferirsi al Genoa. In rossoblu esordisce il 28 novembre 1926 nel pareggio esterno per 2-2 contro la Pro Vercelli.
Il secondo ed ultimo incontro tra le file del Genoa lo disputa fuoricasa contro il Bologna, partita terminata 1-0 per i padroni di casa il 5 giugno 1927.
Terminata l'esperienza in rossoblu, passa al Derthona, ottenendo con i piemontesi un nono posto nel girone B della Prima Divisione 1927-1928 ed un quarto piazzamento nel girone B della Prima Divisione 1928-1929 che comportò comunque la retrocessione in terza serie.

## Palmarès
- Terza Divisione: 1

Molassana: Liguria 1923-1924